# Bugga med the Streaplers
Bugga med the Streaplers släpptes den 18 oktober 2006 och är ett album av det svenska dansbandet Streaplers. Några låtar är på engelska.

## Låtlista
1. Mot en ny horisont
2. Just Call Me Lonesome
3. Kärleken har fått vingar
4. Du behöver bara be mej
5. Ett avslutat kapitel
6. Rock'n'roll Music
7. She's Still in Dallas
8. Louise
9. Ge mig en hundring till
10. Sweet Little Lisa
11. Things You Said to Me
12. Every Little Piece
13. Rock medley

## Listplaceringar
| Lista (2006) | Topplacering |
| ------------ | ------------ |
| Sverige      | 60           |